# A Sivatag Múzeuma
A Sivatag Múzeuma (spanyolul: Museo del Desierto) a mexikói Saltillo város egyik híres múzeuma.

## Leírás
A múzeum a mexikói Coahuila állam fővárosában, Saltillóban található, a városközponttól keletre fekvő Las Maravillas („a csodák”) nevű parkban. A Francisco López Guerra által tervezett épületet 1999 novemberében avatták fel. Fő célja, hogy ismereteket terjesszen a világban található sivatagok eredetével és jellemzőivel kapcsolatban, különös tekintettel Mexikó három nagy sivatagára: a Chihuahua-sivatagra, a Sonora-sivatagra és a pueblai–oaxacai sivatagra.
Négy névvel ellátott pavilonja van: az első a sivatag és múltja, a második az ember és a sivatag, a harmadik az evolúció és biodiverzitás, a negyedik pedig az ökoszisztémák: az élet laboratóriumai nevet viseli, területük sorban 1600, 1000, 1600 és 1200 m². Kiállításai részben interaktívak. Ezeken kívül még két olyan terme van, ahol időszakos kiállításokat szoktak rendezni: az egyik 80, a másik 450 m²-es. Tartozik hozzá egy nagy park, ahol különféle növények és állatok élnek, egy melegház és egy úgynevezett „esőudvar”, ahol 14 percenként 45 másodpercen keresztül mesterséges „eső” esik. Egyik fő látványosságának számítanak a hatalmas dinoszaurusz-csontvázak és -rekonstrukciók, köztük egy Tyrannosaurus rex, egy Hadrosaurus és egy Quetzalcoatlus. Az élő állatok közül a látogatók a prérikutyákat kedvelik különösen.
Lehetőség van vezetett látogatásokra, valamint üzlet és kávézó is várja a vendégeket. A múzeumban időnként koncerteket és konferenciákat is szerveznek, valamint régészettel, őslénytannal és a mai élővilággal kapcsolatos foglalkozások is zajlanak.

## Képek

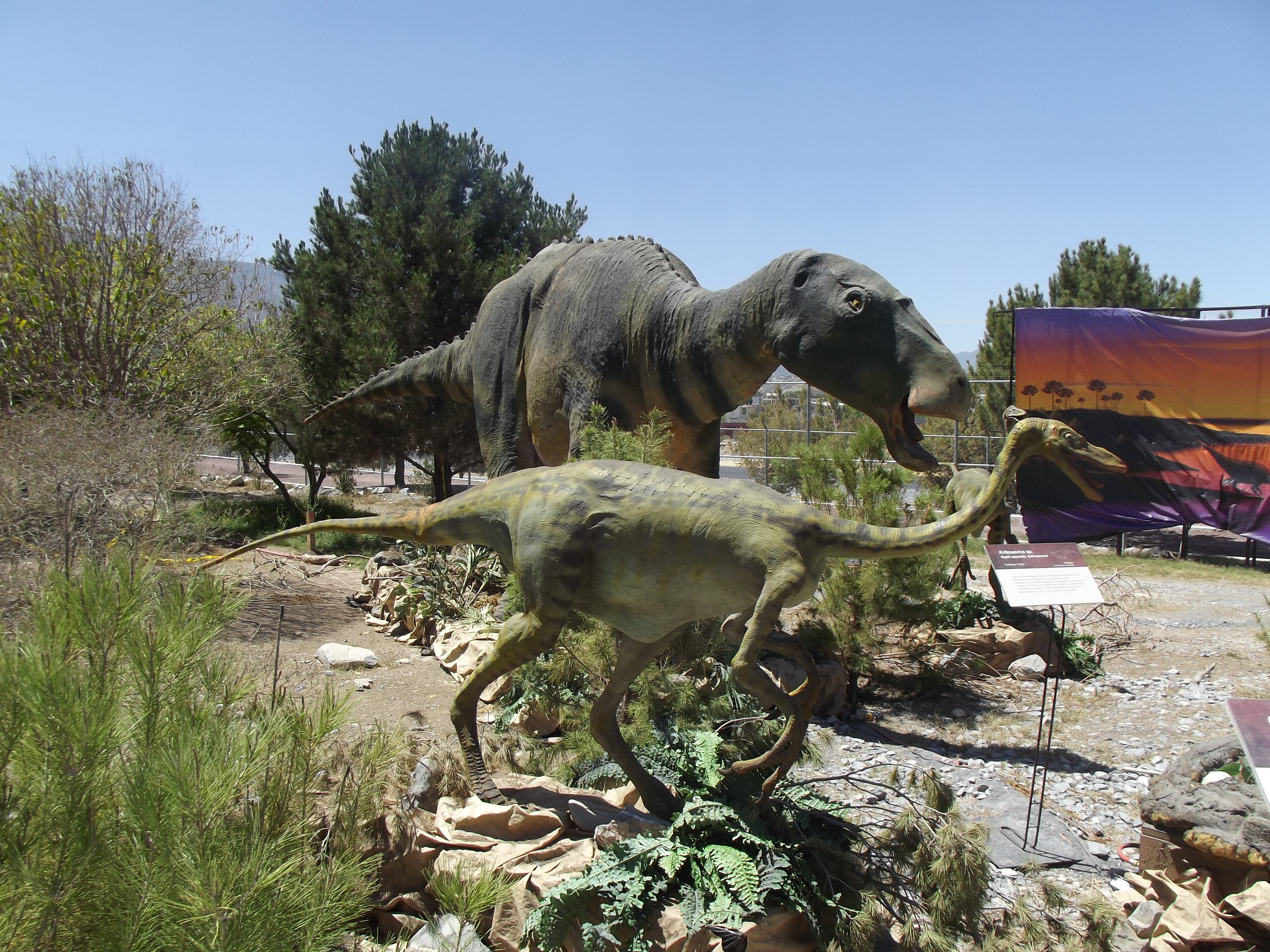
Dinoszauruszok
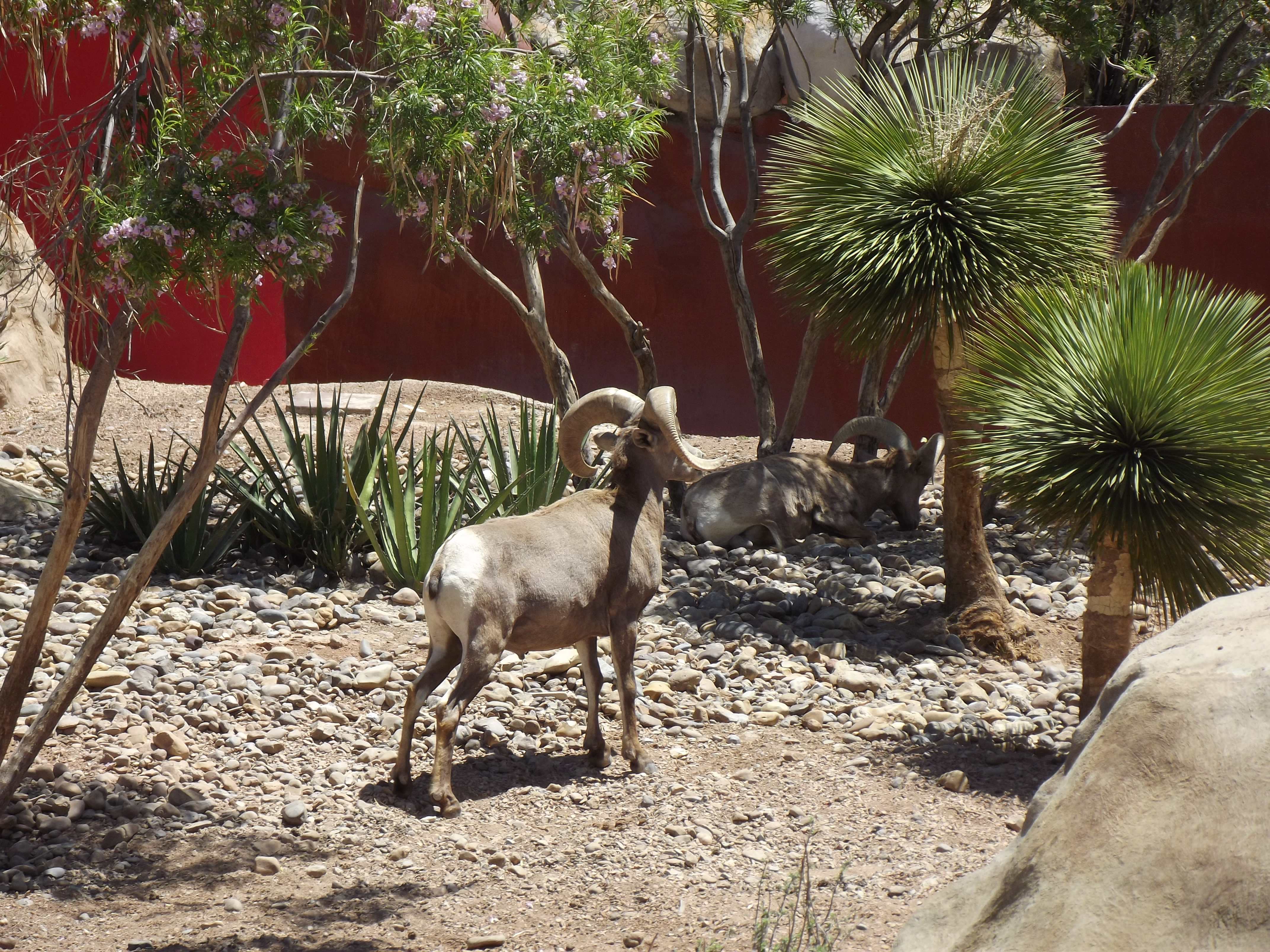
Kanadai vadjuh
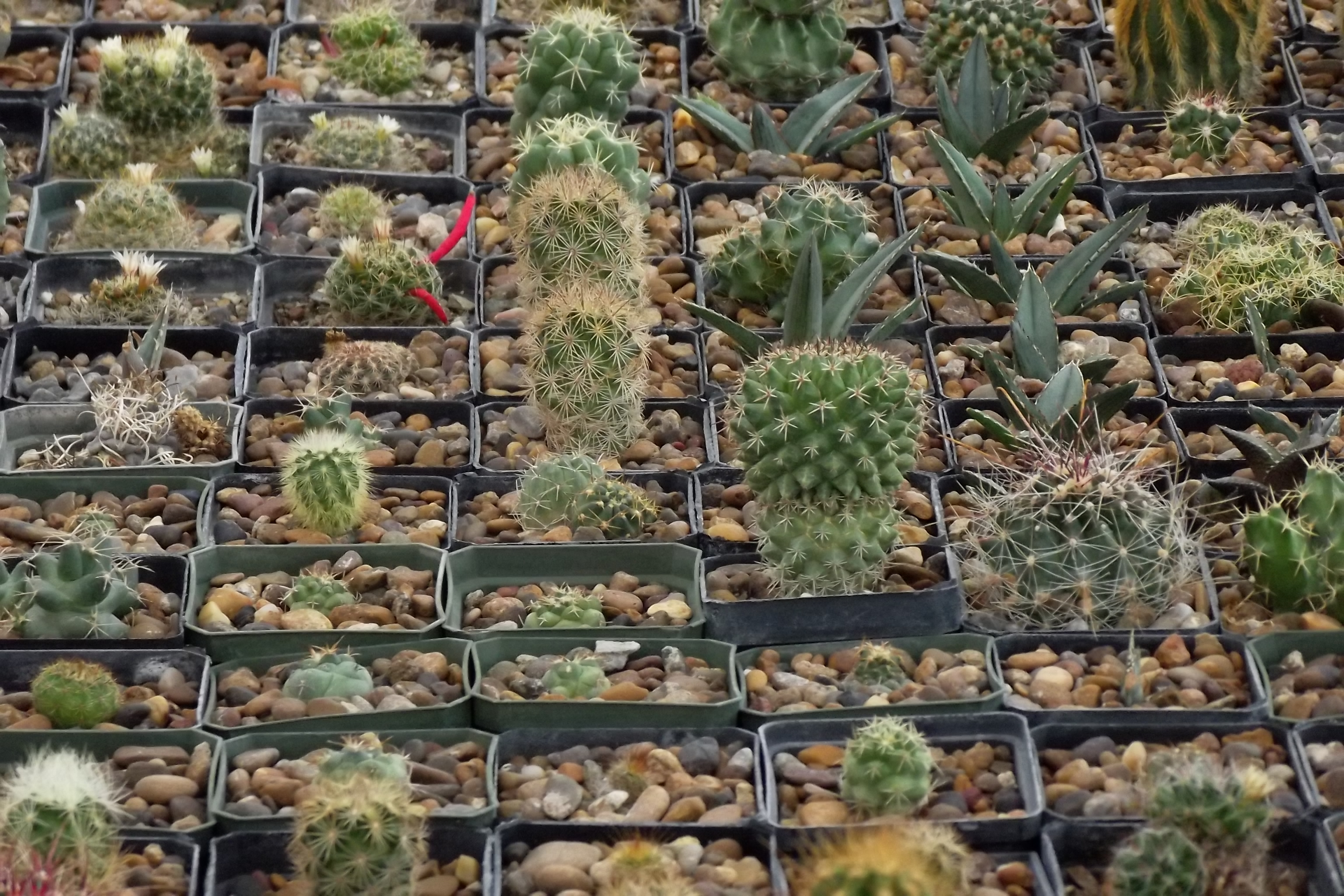
Kaktuszok
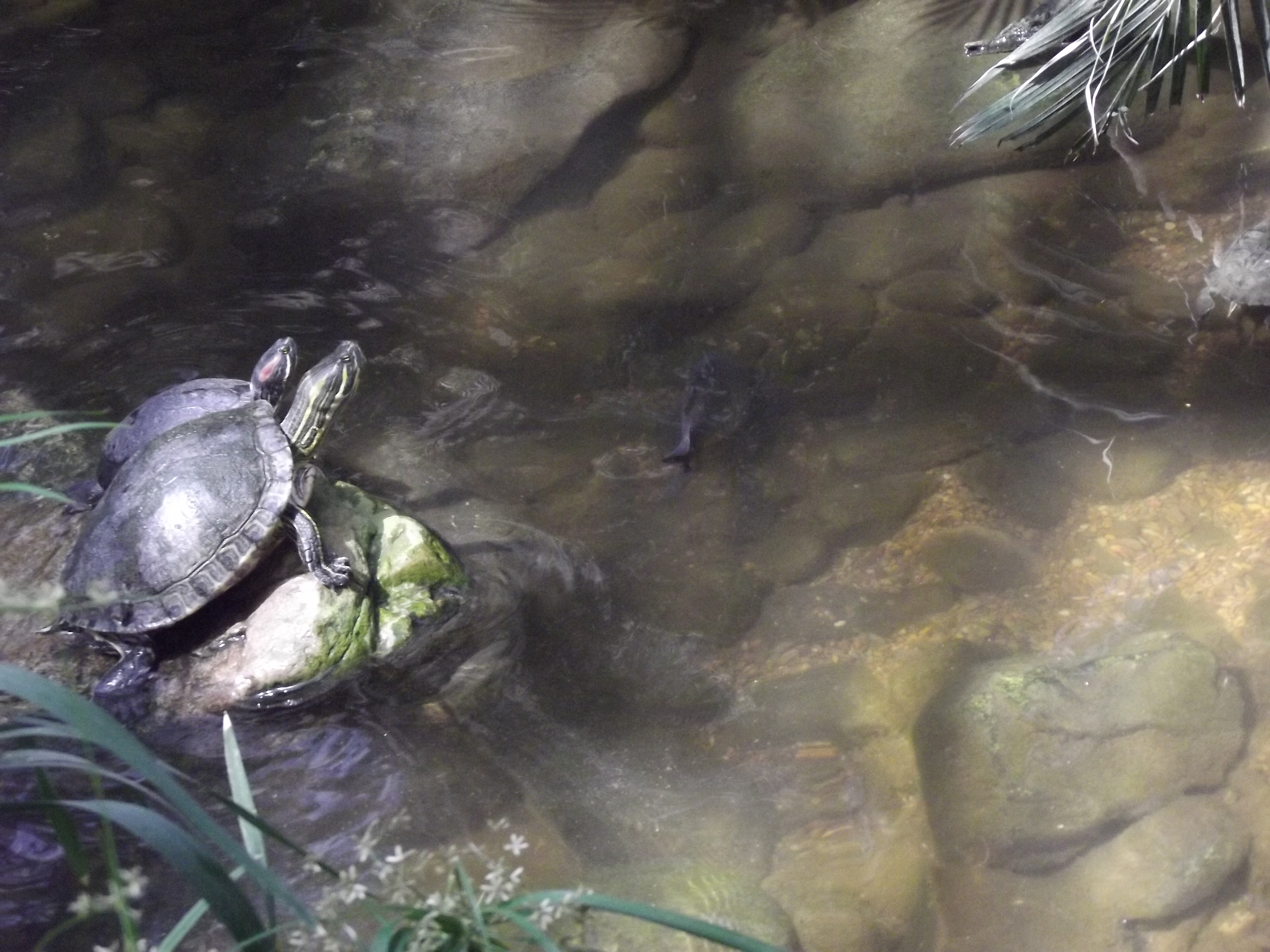
Teknősök